# Guerra franco-española (1635-1659)
La guerra franco-española, que tiene lugar en el periodo comprendido entre 1635 y 1659, año en el que finaliza con el acuerdo firmado entre ambos países conocido como la Paz de los Pirineos, es una guerra que comenzó dentro del contexto de la guerra de los Treinta Años, si bien tiene entidad propia diferenciada, y continúa después de que aquella finalizara con la Paz de Westfalia. El Imperio español también se vio envuelto en otra guerra contra las Provincias Unidas, conocida como la guerra de los Ochenta Años. 
La guerra fue costosa tanto económicamente como en pérdidas de vidas humanas para España y el Reino de Francia. En total, cayeron más soldados franceses que españoles, aunque ambos bandos sufrieron muchos daños económicos durante la guerra. Sobre todo, la guerra terminó sin una victoria decisiva de ninguno de los dos bandos, resultando efectivamente en un estancamiento militar, pero concluyó con un tratado a favor de Francia.

## Antecedentes
La rivalidad entre el Reino de Francia y España se remonta ya a finales del siglo XV, en tiempos del reinado de los Reyes Católicos. Durante el siglo XVI, tienen lugar una serie de conflictos entre ambos países. Inicialmente, estos se desarrollan por la preeminencia sobre los dominios en Italia: Reino de Nápoles (campañas del Gran Capitán), por el Milanesado (batalla de Pavía) y nuevamente por el dominio de Nápoles, aunque en este caso, el campo de acción acaba trasladándose a la frontera de Francia con los Países Bajos (batalla de San Quintín (1557) y batalla de Gravelinas en 1558), conflicto que concluye con la asunción del predominio español en 1559 tras la firma de la Paz de Cateau-Cambrésis.
Aunque oficialmente se vive un periodo de paz entre ambos Estados durante el resto del siglo, dada la convulsa situación interna que experimenta Francia por los conflictos entre católicos, calvinistas y los diferentes partidos durante las Guerras de Religión, España interviene periódicamente en favor de la Liga Católica, bien con subvenciones, bien con entradas de tropas, procedentes principalmente de los Países Bajos, finalizando la participación española que implicaba la prórroga del conflicto con la Paz de Vervins.
Durante el reinado de Felipe III, se vive cierta relajación de la tensión en las relaciones con Francia, culminando con los acuerdos matrimoniales de 1615 entre ambas casas durante la regencia de María de Médici.
Tras el ascenso de Luis XIII al trono, las relaciones entre ambas naciones volverían a ser tensas. Viviendo su apogeo una vez el Cardenal Richelieu fue nombrado primer ministro.

### Francia encajonada
Dado el contexto geopolítico a principios del siglo XVII, los gobernantes franceses podían entender que Francia estaba rodeada por territorio español y deducir que esto suponía una amenaza para su supervivencia, o en todo caso, una limitación de la posibilidad de ampliar sus fronteras a costa de vecinos más débiles. Al norte, se encontraba con Flandes en manos españolas, al sur con la propia España, al este con una Saboya ambivalente y una Lombardía bajo soberanía de los Austrias, una Lorena hispanófila, un Franco Condado, herencia borgoñona de Carlos V, los territorios del arzobispado de Colonia con presencia de guarniciones españolas, y una Alsacia bajo la influencia de los Habsburgos austríacos. Mirase donde mirase, se sentía rodeada por España, o en su defecto, por los Habsburgos, bien fueran estos de la rama austriaca.
Una nueva política exterior, destinada a mantener como mínimo a tales enemigos en debilidad y a aprovechar en lo posible las ganancias territoriales que de tal debilidad se derivara, acabó imponiéndose. Agobiada por los problemas interiores (guerra intermitente con los hugonotes), no pudo Francia intervenir en el exterior con decisión hasta imponerse a los disidentes religiosos (asedio de La Rochelle, 1628). A partir de aquí, resuelto el principal problema interior, pudo lanzarse Francia a una campaña en el exterior.

## Francia, el Camino Español y el norte de Italia

### El Camino Español

#### La Valtelina (década de 1620)
Una de las formas que disponía Francia de debilitar a España era amenazando la principal vía de comunicaciones que, partiendo de Milán, transportaba por vía terrestre soldados y materiales a los campos de batalla de Flandes, conocida como Camino Español, estando la vía marítima amenazada por la presencia en el canal de la Mancha de corsarios ingleses y neerlandeses. Una de las variantes del camino que rodeaba Suiza, pasaba por la Valtelina, valle suizo poblado por católicos pero bajo dominio de las Ligas protestantes Grises o cantones grisones. Esta variante oriental del camino fue imprescindible para España, una vez el Ducado de Saboya se puso bajo la órbita francesa a comienzos de la década de 1620. España defendió el derecho de los católicos de la Valtelina a emanciparse, para así tener control sobre el valle. Francia intervino en favor de los grisones para poseer el control sobre el valle, ocupándolo en 1624 y, de esa manera, tener mano en las comunicaciones españolas con Flandes. El conflicto, tras la intermediación papal con la Paz de Monzón (1626), se apaciguó pero no concluyó.

#### El Palatinado Renano (1620-1622)
Una nueva etapa del camino que unía Milán y Bruselas, y una nueva piedra en el muro que encerraba a Francia, vinieron a incorporarse cuando en 1620, reclamado por el emperador, un ejército al mando de Ambrosio Spinola partió de los Países Bajos rumbo al Palatinado Renano o Bajo Palatinado, para dividir las fuerzas que Federico V del Palatinado pudiese reunir en la defensa de su recién adquirida corona electoral de Bohemia. Entre ese año y el siguiente, se ocupan gran cantidad de plazas fuertes sin excesiva oposición del enemigo comandado por Ernesto de Mansfeld, que rehúye el combate, hasta que en 1622, y sin posibilidad de que su amo Federico, derrotado en la batalla de la Montaña Blanca se recuperase, marcha para servir a los neerlandeses, donde es derrotado en la batalla de Fleurus, dejando el Palatinado a disposición de los españoles sin oposición.

### El norte de Italia (1628-1631)
En el norte de Italia existían pequeños Estados diseminados entre los más importantes estaban Génova, Venecia, Saboya y la Lombardía bajo dominio español. Entre ellos se encontraban los ducados de Mantua y Montferrato, que aunque sin continuidad geográfica, pertenecían a la misma casa. La muerte sin hijos del duque en 1627 provocó la disputa entre dos sucesores: el primero apoyado por Francia, y el otro por España, lo que acabó derivando en una guerra de sucesión sostenida por las dos potencias, que terminó tras la intervención imperial en 1631, sellándose en la Tratado de Cherasco, un acuerdo que España juzgó desfavorable.

## Francia, España y el Imperio (1630-1635)
Era notorio que las relaciones entre las dos ramas de los Habsburgos, gobernantes respectivamente en Madrid y Viena, eran buenas, sin que por ello existiera una colaboración estrecha que pudiera sugerir una alianza sin fisuras. No obstante, bien porque debilitando la rama austriaca se debilitaba un aliado de España, bien porque la propia debilidad del Imperio era de por sí atractiva, Francia se inmiscuyó a partir de 1630 en los asuntos imperiales, apoyando la disensión y favoreciendo a los enemigos del emperador, primero tapadamente (tratado de Fontainebleau de 1631, alejando al duque de Baviera de la causa imperial), después de manera declarada aunque indirecta (subvencionando a Suecia por valor de cuatrocientos mil táleros anuales para que interviniera militarmente en Alemania: Tratado de Bärwalde), y por último con la propia intervención militar a partir de 1635.

### Suecia, España, Francia y el Imperio
La subvención francesa a la Suecia de Gustavo II Adolfo permitió que ésta, cuyos ejércitos habían desembarcado en Alemania en julio de 1630, prosiguiera sus combates campeando por territorio alemán, de manera que en 1632 había tropas suecas en Baviera: habían llegado ya al sur.
En 1633, Madrid toma la decisión de formar un ejército que, partiendo de Milán, pacificara el sur de Alemania, con vistas entre otras cosas a permitir el paso del cardenal-infante Fernando de Austria, y con él, las tropas que habían de acudir a los Países Bajos: imponían una etapa pacificada del Camino Español.
El ejército de Alsacia, como se le denominó, al mando del Duque de Feria acudió en socorro del amenazado duque de Baviera, y liberó Constanza, Breisach y Rheinfelden de los ejércitos protestantes durante el año 1633, aunque su influencia no fue en modo alguno determinante.
Además España comenzó a principios de 1635 una campaña contra fortalezas del Electorado de Tréveris, aliado francés. Tomando en enero Tréveris, Espira, Landau in der Pfalz y Philippsburg.

### Las consecuencias de Nördlingen
No obstante, el año siguiente, 1634, el propio Cardenal-Infante, hermano de Felipe IV partía de Milán hacia Bruselas acompañado de un ejército abundante, con la misión de hacerse cargo del gobierno de los Países Bajos. Uniéndose a las tropas de Fernando III, acudiría al encuentro del ejército sueco-protestante, derrotándolo en la batalla de Nördlingen.
La batalla tuvo como consecuencia que el poderío sueco se resintiera y que Francia, empeñada en el debilitamiento del imperio, desconfiando de su derrotado aliado, se animase a la intervención directa, declarando la guerra a España el 19 de marzo de 1635 (mediante el envío de un emisario a Bruselas). Francia ya había ocupado el año anterior las guarniciones en Alsacia que Suecia le había cedido. No obstante, no recibió la declaración de guerra del emperador hasta marzo de 1636, aún a pesar de que Bernardo de Sajonia-Weimar campeaba ya por Alemania a sueldo de Francia por 1,6 millones de táleros anuales, desde el otoño pasado. A continuación, con un nuevo tratado con Suecia (Tratado de Wismar, 30 de junio), renovó Francia su alianza contra el imperio.
La guerra franco-española se puede analizar en dos fases: una, la que se desarrolla dentro del conflicto de la Guerra de los Treinta Años, desde la declaración de guerra hasta la conclusión de la Paz de Westfalia, que pone fin a la contienda entre Suecia, los príncipes protestantes alemanes, Francia, Baviera y el Imperio por un lado, y a España y las Provincias Unidas por otro. No obstante, ambos países deciden  —resueltos los asuntos imperiales— proseguir la guerra, siendo ya los únicos contendientes en liza, fallidas la parte que les toca de la negociación de paz entre ambos en Münster.

## La alianza franco-neerlandesa
Ya en 1624 se había firmado entre los Estados de las Provincias Unidas y el rey de Francia un acuerdo de mutua ayuda (Tratado de Compiegne), por el que los neerlandeses recibían un préstamo inmediato de 480 000 táleros, así como la promesa de futuros subsidios, a cambio de proseguir la guerra con España otros tres años. En junio de 1630, se firma un nuevo tratado franco-neerlandés; la ayuda que se estipula es aumentada en abril de 1634, para posteriormente, en febrero de 1635, renovarse el acuerdo con nuevas condiciones.
Incluía el acuerdo la división de los Países Bajos bajo dominio español entre ambos países, dados dos supuestos: que existiera o no por parte de la población un alzamiento general contra Felipe IV. En el primer caso, la mayoría del territorio hubiera pasado a manos neerlandesas, a excepción de algunos enclaves y la franja costera, que hubiera sido reservada para Francia. En el segundo caso, se puede asimilar la división del territorio a las dos zonas lingüísticas en que queda dividida la actual Bélgica.

## España y Francia en guerra

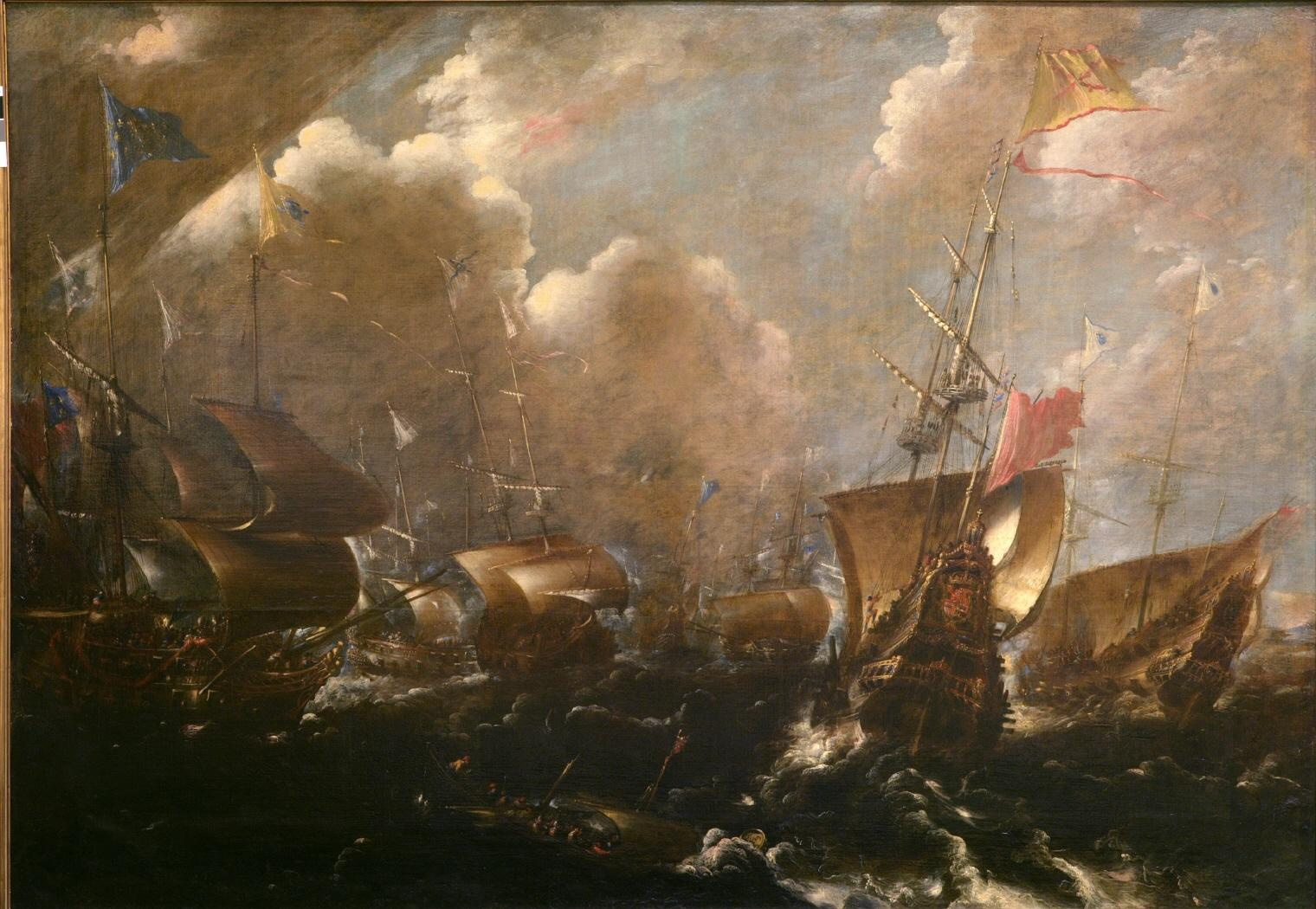
Batalla naval de Guetaria 22 agosto de 1638. Autor Andries van Eertvelt

La llamada campaña de Francia de 1636 fue un conjunto de operaciones militares desarrolladas por el ejército español tras la entrada del Reino de Francia en la guerra de los Treinta Años. Los tercios españoles, comandados por el Cardenal-Infante Fernando, tras repeler un ataque francés en Flandes, invaden Francia, derrotando sucesivamente a las tropas francesas en La Capelle, Le Catelet, Vervins y Corbie, llegando hasta las puertas de París. Sin embargo, esto extiende demasiado las líneas de abastecimiento, lo que obliga a replegarse, a la vez que los franceses contraatacan. La campaña termina cuando regresan de nuevo a Flandes.

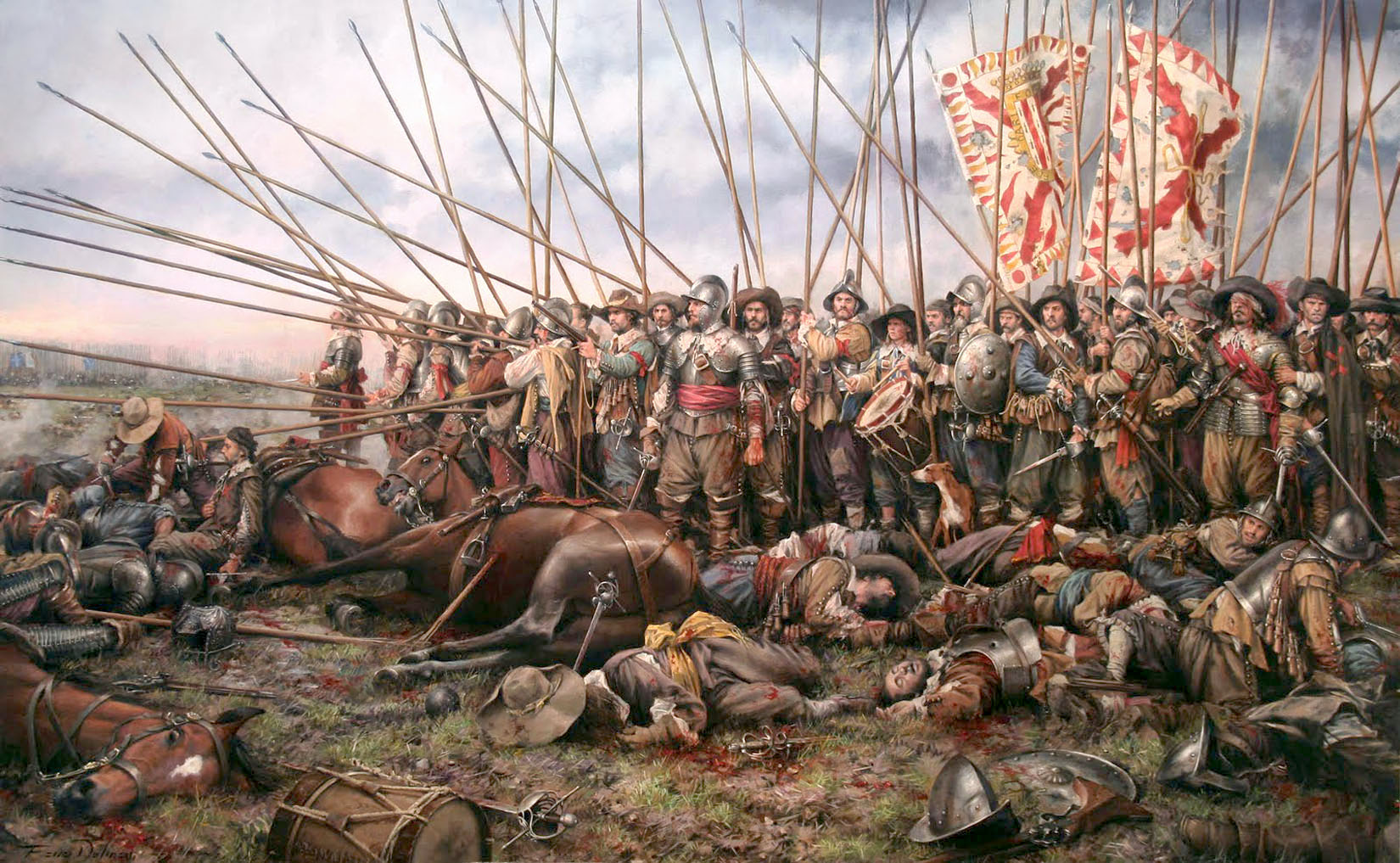
La batalla de Rocroi (1643) por Augusto Ferrer-Dalmau

España sufrió importantes derrotas navales contra los neerlandeses frente a la costa inglesa en 1639 (batalla de las Dunas) y cerca de Recife en Brasil en 1640. Además, en 1640 tanto Cataluña como Portugal se rebelaron contra el dominio castellano, y los franceses se aliaron con los rebeldes catalanes. Unos 20 000 españoles sitiaron la ciudad italiana de Casale Monferrato el 29 de abril de 1640 cuando apareció el conde de Harcourt con 10 000 franceses para derrotar a los sitiadores y relevar la ciudad. Las bajas españolas fueron 3000 muertos o heridos, 800 prisioneros y 18 cañones. En las campañas de 1639-1640, en la provincia de Rosellón en los Pirineos, 17 000 españoles recuperaron Salces de los franceses, el 6 de enero de 1640, después de un largo asedio que costó al ejército español 2500 bajas en asaltos fallidos y, en total, unos 10 000 muertos de batalla y enfermedad. En Flandes, las fuerzas españolas al mando de Francisco de Melo derrotaron a las fuerzas francesas al mando de Antoine III de Gramont en la batalla de Honnecourt (1642). Los franceses perdieron 3200 muertos y 3400 heridos. En 1643, un poderoso ejército español fue derrotado por los franceses en la batalla de Rocroi, y otro ejército español fue derrotado en la batalla de Lens en 1648.
Felipe IV nombró gobernador de los Países Bajos a su primo el archiduque Leopoldo Guillermo de Habsburgo en 1647 con el doble objetivo de reforzar el control central del territorio e involucrar a los Habsburgo austriacos en su defensa. El territorio también tenía interés para el emperador, pues desviaba la atención francesa del imperio. El archiduque recuperó buena parte del territorio arrebatado por Francia durante la década anterior, si bien tuvo tensas relaciones con sus subordinados.

### Ventaja española: la Fronda (1648-1654)
El estallido de la Fronda en Francia marcó el comienzo de una etapa favorable a España en la contienda, que duró aproximadamente hasta 1654. La rebelión en Francia dio la errónea impresión de recuperación española, que duró tanto como las disputas intestinas francesas y hasta la nueva guerra con Inglaterra, que evidenció la decadencia hispana y, especialmente, la debilidad naval.
España logró reconquistar Cataluña en la década de 1650. La prioridad que la corte madrileña dio a la recuperación de Barcelona imposibilitó grandes campañas contra Francia, pese a que la Fronda había mejorado notablemente el equilibrio en favor de Felipe IV. Barcelona fue recobrada en octubre de 1652 y Madrid comenzó a planear en enero de 1653 el envío de una flota a sostener a la república municipal de Burdeos, que se había coligado con Condé. El plan inicial era enviar a los sublevados una escuadra de treinta y tres navíos, pero la penuria de la Haciendo hizo que no pudiesen ser más de diez, que zarpó tardíamente de Pasajes el 5 de julio, cuando Mazarino ya había establecido el bloqueo de la ciudad. Esta se rindió en agosto, antes de que llegase la flota de socorro española. Esta bloqueó el Garona y en él a la flota enemiga, más numerosa, pero de menor porte. El marqués de Santa Cruz recibió orden de atacar, pero no se atrevió a hacerlo y finalmente se retiró de la zona en noviembre. Parte de los barcos volvieron a la península ibérica y el resto marcharon a Flandes.

### Inglaterra se une a Francia (1656-1659)

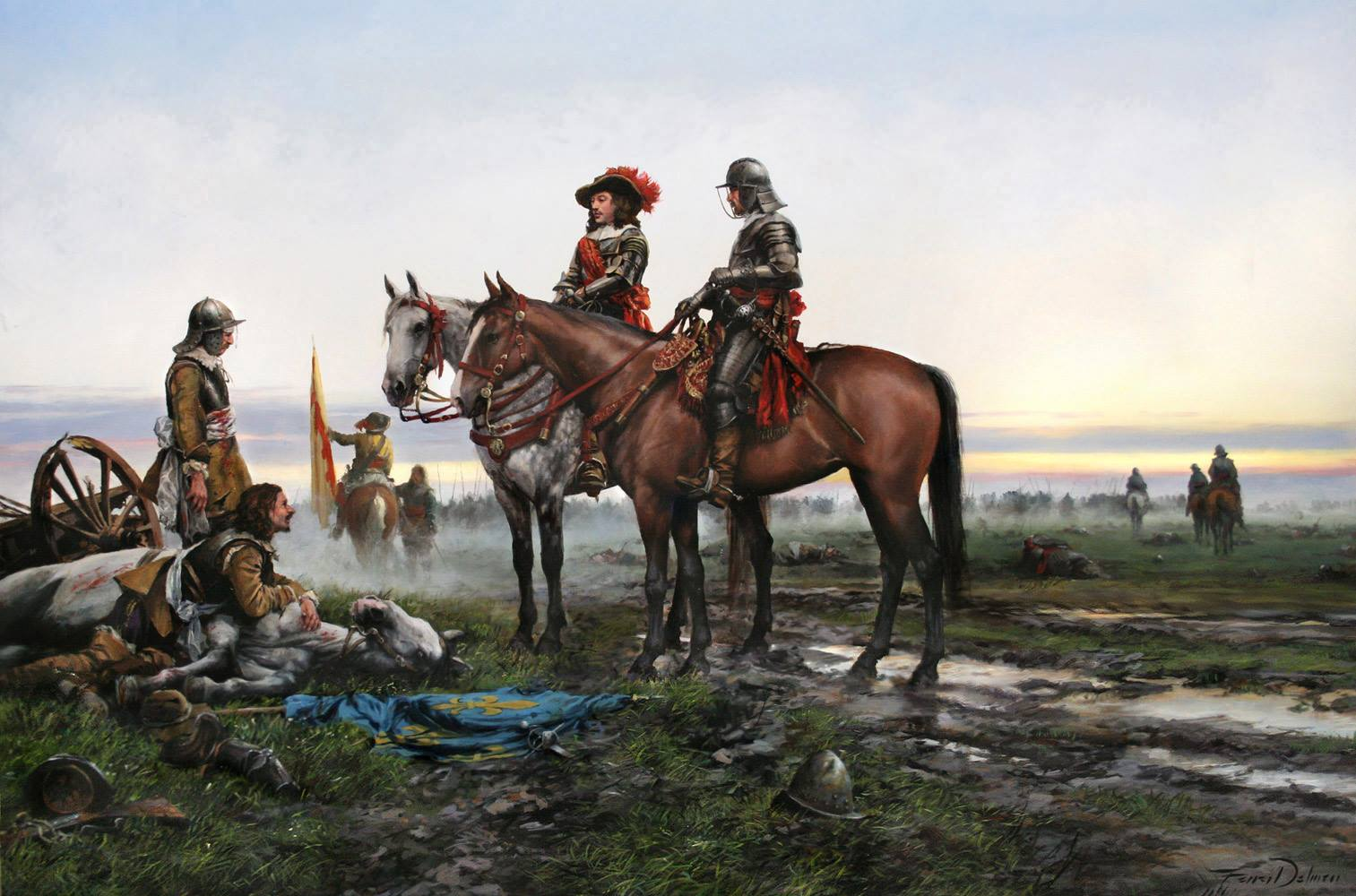
La batalla de Valenciennes (1656) por Augusto Ferrer-Dalmau

La inesperada victoria inglesa frente a las Provincias Unidas en 1654 dejó a la república inglesa en muy buena posición militar, en especial frente a Francia y España, agotadas por la contienda que las enfrentaba. Ambas trataron de granjearse el apoyo inglés. La corte madrileña trató en vano de tentar a Inglaterra con un subsidio en metálico, negándose a hacer concesiones comerciales. Fracasó, y España hubo de enfrentarse a un nuevo enemigo en un momento en que carecía de una flota fuerte para mantener abiertas las comunicaciones marítimas entre la península y Flandes.
Juan José de Austria, hijo bastardo de Felipe IV, fue nombrado gobernador de Flandes para hacer frente a la ofensiva prevista anglofrancesa; tomó posesión del cargo en mayo de 1656 y enseguida reformó el gobierno del territorio. Su ejército venció al francés en la batalla de Valenciennes, lo que suscitó una oferta de paz de Mazarino que rechazó Felipe IV.
La situación empeoró para España con el apresamiento parcial de la flota del tesoro por el almirante inglés Robert Blake en septiembre, que complicó el envío de fondos a los Países Bajos. Estos se encontraron escasos de dinero y de soldados. El gobernador de Flandes pidió que le enviasen tropas desde la península ibérica en naves neerlandesas—neutrales—, pero el Consejo de Estado prefirió enviar letras de cambio para que hiciese la recluta en Flandes, pese a las dificultades para cobrar las letras dada la difícil situación financiera de la Corona.
Los españoles perdieron Mardique en septiembre de 1657. El Gobierno de la región ordenó una subida de impuestos que desencadenó diversas sublevaciones y la queja del Franco Condado. El Gobierno madrileño se planteó sufragar una expedición estuardo a Escocia para desviar la atención inglesa y reducir la presión en Flandes, plan al que se opuso infructuosamente Juan José de Austria, que prefería destinar el último dinero recibido a intentar recuperar Mardique y proteger Dunquerque. Madrid se negó y la campaña de 1658 resultó desastrosa para los españoles. Los continuos envíos de dinero a Flandes entre 1656 y 1658, dada la dificultad de expedir tropas, no bastaron para impedir la conquista anglofrancesa definitiva de Dunquerke, que quedó en manos inglesas. Los anglofranceses habían vencido días antes a las fuerzas españolas en la batalla de las Dunas. Los coligados quebraron las defensas españolas en Flandes: en el otoño de 1658, apenas un tercio del territorio flamenco estaba en manos españolas. Solamente el desinterés inglés por continuar la campaña y el cansancio de Francia salvaron de la pérdida total del territorio.

### Fin de la guerra: la Paz de los Pirineos
En 1659, España y Francia acordaron un tratado de paz final. La desastrosa situación española en los Países Bajos y el reciente revés en Portugal hicieron que Madrid se aviniese por fin a firmar la paz con Francia. El principal motivo para la negativa a pactar en 1656 había sido la oposición a casar a la infanta María Teresa con Luis XIV ante la ausencia de un heredero varón para la Corona española. La situación había cambiado ya en 1658, tras el nacimiento de Felipe Próspero (1657) y Fernando Tomás (1658). Los combates se suspendieron en mayo de 1659 y las delegaciones de los dos países beligerantes se aprestaron para reunirse en la isla de los Faisanes, en la desembocadura del Bidasoa. Las negociaciones se entablaron a finales de julio, cuando llegaron al lugar los ministros principales de los dos reyes, Mazarino y Luis de Haro.